# Vidonice
Vidonice je malá vesnice, část obce Pecka v okrese Jičín. Nachází se asi 3,5 km na jihovýchod od Pecky. V roce 2009 zde bylo evidováno 49 adres. V roce 2001 zde trvale žilo 93 obyvatel.
Vidonice je také název katastrálního území o rozloze 2,33 km2.

## Historie
První písemná zmínka o obci pochází z roku 1364.

## Pamětihodnosti
- Kostel sv. Jana Křtitele
- Přírodní památka Kalské údolí